# Lophoceros
Lophoceros – rodzaj ptaków z rodziny dzioborożców (Bucerotidae).

## Zasięg występowania
Rodzaj obejmuje gatunki występujące w Afryce.

## Morfologia
Długość ciała 35–51 cm; masa ciała 84–395 g.

## Systematyka

### Etymologia
- Lophoceros: gr. λοφος lophos „czub”; rodzaj Buceros Linnaeus, 1758 (dzioborożec)[8].
- Calao: filipińska nazwa Calao dla dzioborożca rdzawogłowego (McGregor w 1909 wymienia Calao i Cao jako nazwy dla tego dzioborożca odpowiednio w Manili i na Boholu)[9]. Gatunek typowy: Buceros nasutus Linnaeus, 1766.
- Rhynchaceros: gr. ῥυγχος rhunkhos „dziób”; κερας keras, κερως kerōs „róg”[10]. Gatunek typowy: Buceros melanoleucus A.A.H. Lichtenstein, 1793 (= Lophoceros alboterminatus Büttikofer, 1889).
- Grammicus: gr. γραμμικος grammikos „wyryty, linearny, prążkowany”, od γραμμη grammē „linia”, od γραφω graphō „pisać”[11]. Gatunek typowy: nie podany.
- Poecilorhynchus: gr. ποικιλος poikilos „srokaty, łaciaty”; ῥυγχος rhunkhos „dziób”[12]. Gatunek typowy: Tockus poecilorhynchus de Lafresnaye, 1839 (= Buceros nasutus Linnaeus, 1766).
- Protockus: gr. προ pro „przed”; rodzaj Tockus Lesson, 1830 (toko)[13]. Nowa nazwa dla Rhynchaceros Gloger, 1841.

### Podział systematyczny
Do rodzaju należą następujące gatunki:
- Lophoceros camurus (Cassin, 1857) – toko brunatny
- Lophoceros alboterminatus Büttikofer, 1889 – toko czarnogłowy
- Lophoceros bradfieldi (Roberts, 1930) – toko ciemny
- Lophoceros fasciatus (Shaw, 1812) – toko żałobny
- Lophoceros hemprichii (Ehrenberg, 1833) – toko srokaty
- Lophoceros pallidirostris (Hartlaub & Finsch, 1870) – toko płowy
- Lophoceros nasutus (Linnaeus, 1766) – toko nosaty